# Мосаддык, Мохаммед
Муха́ммед Мосадды́к (правильное произношение фамилии — Мосадде́г: перс. محمد مصدق‎ — Mohammad Mosaddegh; 19 мая 1882 — 5 марта 1967) — иранский политический и государственный деятель; демократически избранный премьер-министр Ирана с 1951 по 1953 год, пытавшийся проводить левые реформы, включая национализацию нефтегазового сектора, за что был свергнут в результате переворота, организованного спецслужбами США и Великобритании (операция «Аякс»).

## Биография

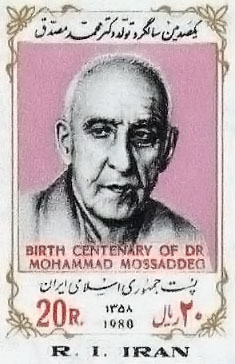
Почтовая марка к столетнему юбилею Мохаммеда Мосаддыка

Мосаддык родился 16 июня 1882 года в известной в Тегеране семье; его отец, Мирза Хидейятулла Хан Аштиани Бахтиары, был министром финансов в провинции Хорасан под властью династии Каджар, а его мать, Шахзаде Малика Тадж-Ханум, была внучкой князя Аббаса-Мирзы, и правнучкой Фетх Али-шаха династии Каджар. Когда умер отец Мосаддыка в 1892 году, его дядя был назначен сборщиком налогов в провинции Хорасан и удостоен звания Мосаддык-ос-Салтане при Насер ад-Дине Шахе Каджаре.
В 1901 году Мосаддык женился на Захра Ханум (1879—1965), внучке по матери Насреддин-шаха, правившего Ираном в 1848—1896 годах. У пары было пятеро детей, два сына (Ахмад и Гулам Хусейн) и три дочери (Мансура, Зия Ашраф и Хадиджа).
Политическую карьеру начал в 24 года, участвуя в иранской Конституционной революции. В 1914 году он уехал обучаться в Париж, затем учился в Университете Невшателя в Швейцарии. Он выступал против заключения англо-иранского договора в 1919 году, который предоставлял Великобритании большие нефтяные концессии.
В 1921—1922 годах он был министром финансов, затем депутатом Меджлиса (парламента).
В 1949 году Мосаддык основал партию Национальный фронт.
28 апреля 1951 года Мосаддык был назначен премьер-министром Ирана с количеством голосов 79 — за и 12 — против. Ещё раньше, 15 марта 1951 года, он участвовал в принятии закона о национализации нефтяных месторождений Ирана. Произошёл конфликт Ирана с Великобританией и США: Мосаддык выслал всех английских специалистов и советников, а затем в октябре 1952 года разорвал с Великобританией дипломатические отношения. Реформы Мосаддыка затронули и сельское хозяйство, в частности была упразднена старая феодальная система в деревне. В ответ США и Великобритания объявили бойкот иранской нефти и начали готовить переворот в стране.
4 апреля 1953 года директор ЦРУ выделил 1 миллион долларов на свержение Мосаддыка. В Иране тем временем начали сносить памятники шаху, сам шах бежал из страны сначала в Багдад, а затем в Рим. 19 августа Мосаддык был свергнут, к власти пришёл генерал Фазлолла Захеди, который вернул нефтяные концессии США и Великобритании и восстановил с ними дипломатические отношения.
После свержения Мосаддык был осуждён за государственную измену и приговорён к трём годам тюремного заключения, по истечении которых и до самой смерти был сослан в имение Ахмедабад под Тегераном, где находился под домашним арестом.
Умер 5 марта 1967 года.
После исламской революции 1979 года — 15 марта, день национализации нефтяной промышленности, считается праздничным днём.

## Память
В 2004 году в честь Мосаддыка названа улица в Каире.
В 2011 году была разработана компьютерная игра о Мохаммеде под названием The Cat and the Coup, в которой игрок управляет котом премьер-министра, пытаясь предупредить хозяина о перевороте.